# Лексингтон-авеню — 63-я улица (Нью-Йоркское метро)
| Верхний ярус |
| Q · F · <F>  |
| Q            |
|              |
|              |
| F · <F>      |

| Q       |
|         |
|         |
| F · <F> |

| Нижний ярус |
| Q · F · <F> |
| Q           |
|             |
|             |
| F · <F>     |

| Q       |
|         |
|         |
| F · <F> |

| Верхний ярус |
| Q · F · <F>  |
| Q            |
|              |
|              |
| F · <F>      |

| Q       |
|         |
|         |
| F · <F> |

| Нижний ярус |
| Q · F · <F> |
| Q           |
|             |
|             |
| F · <F>     |

| Q       |
|         |
|         |
| F · <F> |

«Лексингтон-авеню — 63-я улица» (англ. Lexington Avenue–63rd Street) — станция Нью-Йоркского метрополитена, расположенная на линиях 63-й улицы, Би-эм-ти, и 63-й улицы, Ай-эн-ди. Находится в Манхэттене, в округе Верхний Ист-Сайд, на пересечении Лексингтон-авеню с Восточной 63-й улицей. Станция двухуровневая — каждый уровень представлен двумя путями и одной островной платформой. На станции останавливаются маршруты: F (круглосуточно), <F> (в часы пик в пиковом направлении), N (часть рейсов в часы пик в пиковом направлении) и Q (круглосуточно). С северной стороны островных платформ на обоих уровнях станции проходят поезда маршрутов N и Q, а с южной — маршрутов F и <F> (на верхнем уровне на Нижний Манхэттен, а на нижнем на Верхний Манхэттен и Куинс). Между поездами двух линий на каждом из уровней возможна кросс-платформенная пересадка. Маршруты N и Q были продлены сюда 1 января 2017 года, в связи с открытием первой очереди линии Второй авеню.
Тремя кварталами южнее располагается пересадочный узел Лексингтон-авеню — 59-я улица. Хотя переход туда связан с выходом из метро и повторным входом через турникеты, для пассажиров, использующих пластиковую карту MetroCard или бесконтактную карту OMNY, он бесплатный. Этот бесплатный переход был введён в 2001 году, когда маршрут F был перенаправлен сюда с идущей параллельно линии Куинс-бульвара и его пассажиры лишились пересадки на линию Лексингтон-авеню, которая там была на станции Лексингтон-авеню — 53-я улица.
До 2017 года станция имела два пути, по одному на каждом уровне. К открытию первой очереди линии Второй авеню станция была реконструирована: временная стена, разделявшая каждую из платформ на северную и южную сторону, ликвидирована, а боковые платформы превратились в островные с двумя путями у каждой. Станция была изначально отделана в красно-оранжевых тонах, в процессе реконструкции оформление было изменено: путевая стена на обоих уровнях теперь облицована плитками белого цвета и более современного дизайна.
Станция имеет два выхода — к перекрёсткам Восточной 63-й улицы с Лексингтон-авеню и с Третьей авеню. Доступ к платформам обеспечивают несколько эскалаторов, лифты и лестницы. Над верхней платформой располагается мезонин, где находится турникетный павильон станции. Между платформами есть отдельные переходы, не входящие в состав выходов. Выход к Третьей авеню открылся в декабре 2016 года в рамках реконструкции станции.
К западу от станции между путями обеих линий существуют съезды. К востоку от станции пути линии 63-й улицы, Ай-эн-ди уходят ниже и следуют под Ист-Ривер на остров Рузвельт, а пути линии 63-й улицы, Би-эм-ти поворачивают на север и вливаются в линию Второй авеню.

## Фотографии

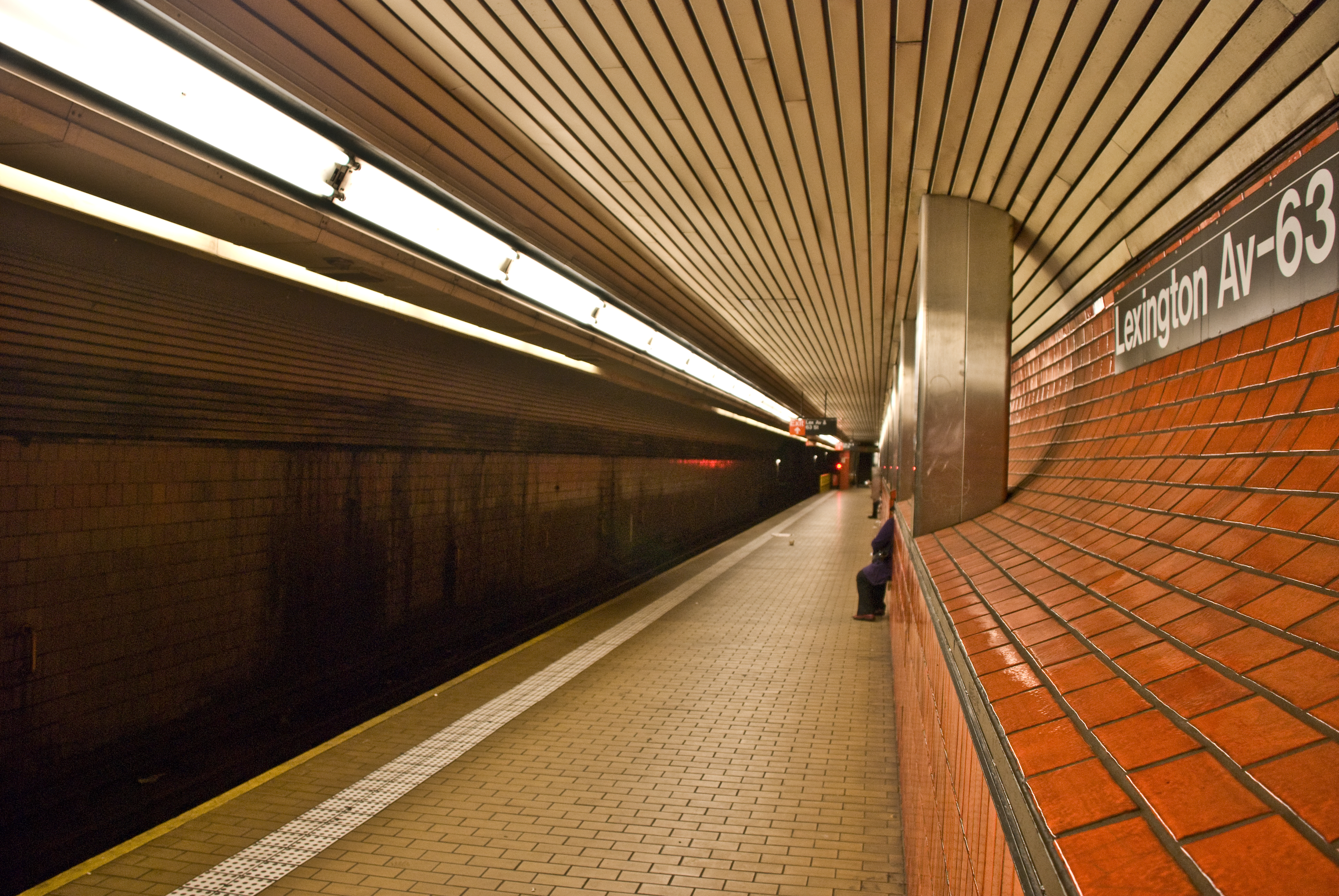
Верхняя платформа до начала реконструкции
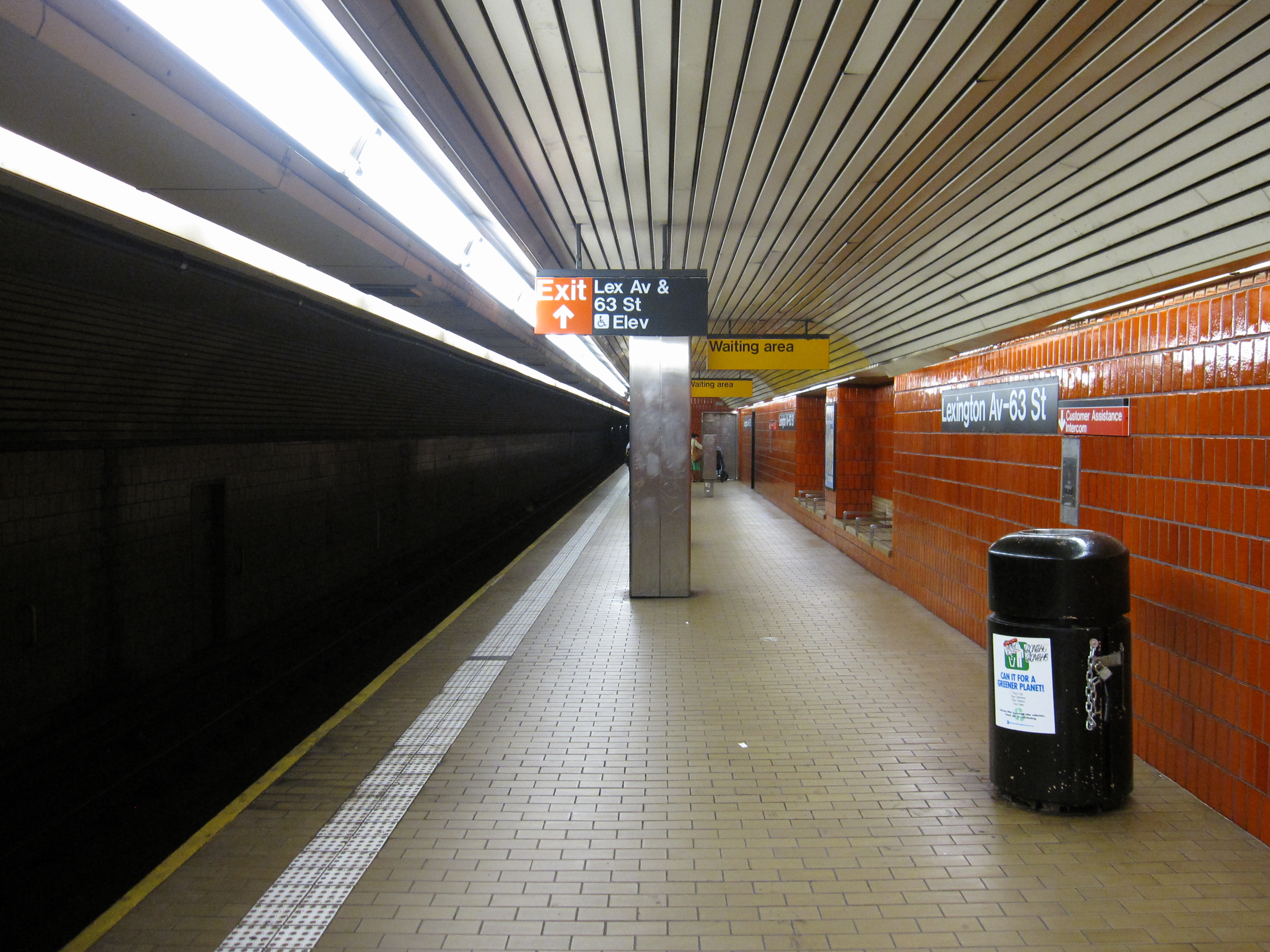
Нижняя платформа до начала реконструкции
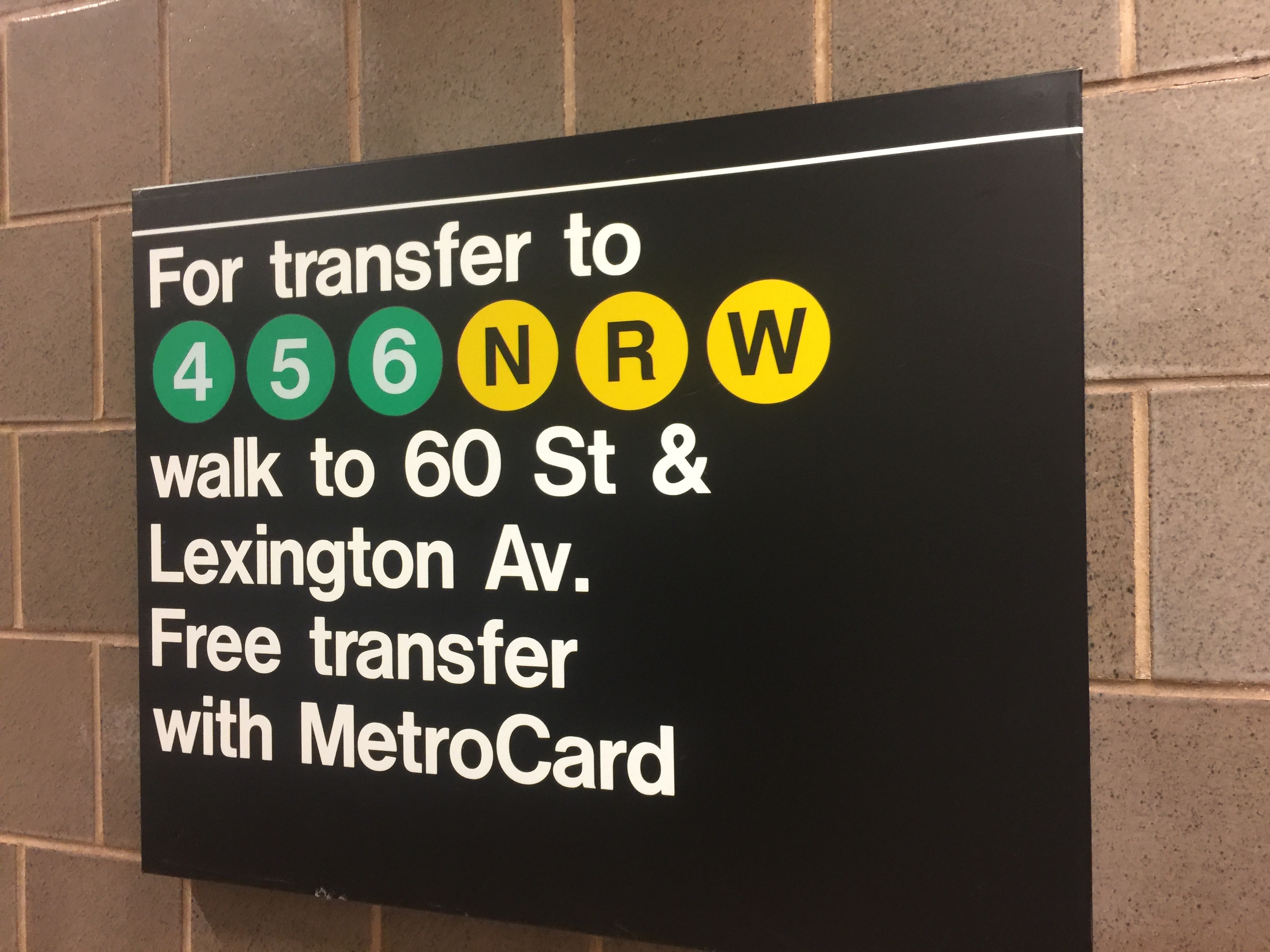
Табличка, сообщающая о бесплатной пересадке